# Funtua
Funtua este un oraș din statul Katsina, Nigeria. Codul poștal al zonei este 830.